# Menigrates spinirami
Menigrates spinirami är en kräftdjursart som beskrevs av Gurjanova 1936. Menigrates spinirami ingår i släktet Menigrates och familjen Lysianassidae. Inga underarter finns listade i Catalogue of Life.